# Nin
Nin (Latinsko: Aenona ali Nona), mesto v Zadrski županiji na Hrvaškem, s 1256 prebivalci (2001).
Mesto je bilo v srednjem veku središče škofije neodvisne hrvaške veje cerkve, ki jo je v prvi polovici 10. stoletja razpustil in latiniziral kralj Tomislav, in sedež dalmatinskih knezov. Pomembna osebnost 10. stoletja je bil cerkveni politik in škof Grgur Ninski.

## Geografija
Nin stoji v severni Dalmaciji približno petnajst kilometrov severozahodno od Zadra. Zgodovinsko jedro mesta je zgrajeno na otočku s premerom približno petsto metrov. S celino ga povezujeta dva kamnita mostova, zgrajena v 16. stoletju. Širše območje mesta stoji v laguni s solinami in je obdano z naravnimi peščenimi plažami, ki spadajo med najlepše hrvaške plaže; najbolj znana in najlepša je Kraljičina plaža, dolga kar 3 km, ki je tudi najdaljša hrvaška peščena plaža. 

## Zgodovina
Mesto ima kljub svoji majhnosti zelo bogato in burno zgodovino. Od 9. stoletja pr. n. št. do prihoda Rimljanov so na širšem omočju Nina prebivali ilirski Liburni, ki so imeli v mestu močno pomorsko in kopensko trgovsko središče. Tristo metrov južneje, na področju sedanjih solin, je stalo še starejše naselje iz mlajše kamene dobe.
Nin se prvič omenja v Periplu grškega pisca Psevdo Skilaksa kot Hemionoi, ki je verjetno popačena oblika imena Ainonoi. Kasnejši grški pisci ga imenujejo Ainona, rimski pa Aenona. Bogate arheološke najdbe dokazujejo obširne pomorske povezave z Grčijo in helenističnim svetom. Med nedavnimi izkopavanji so na tleh rimske vile odkrili tudi zelo dobro ohranjen mozaik.
Na začetku 7. stoletja so Dalmacijo kolonizirali Slovani in konec 8. stoletja in na začetku 9. stoletja ustanovili prvo hrvaško državno skupnost. Nin je postal prvo hrvaško kraljevo mesto, ki je uživalo slavo od 7. do 13. stoletja. V 9. stoletju je postal tudi sedež prvega hrvaškega škofa. Ninski škofje so igrali pomembno vlogo v verskem, kulturnem in političnem življenju. Njihov boj za nacionalni jezik in pisavo (glagolica) je bil hkrati boj za hrvaško neodvisnost. Pomembni vladarji, ki so povezani z zgodovino Nina sta kneza Višeslav in Branimir ter kralji Tomislav, Peter Krešimir IV. in Zvonimir.
V 14. stoletju so se za oblast v srednji Dalmaciji potegovali bosanski kralj Tvrtko I. Kotromanić, Beneška republika, Anžujci Neapeljskega kraljestva in ogrsko-hrvaški kralj Sigismund Luksemburški. Med dvajsetletno vojno je izgubljajoči tekmec Ladislav Neapeljski leta 1409 prodal svoje pravice do Dalmacije  Benečanom za samo 100.000 dukatov in Nin je prišel pod beneško oblast. Pod novimi oblastniki je začel zaradi gospodarskega izkoriščanja in slabe vojaške zaščite propadati. Mesto je doživelo dve uničenji: prvo leta 1571 in drugo 28. aprila 1646. Beneška vlada je ukazala požgati mesto in ga načrtno uničiti, po mnenju zgodovinarjev zato, da ne bi padel v roke Turkov in da bi ohranila bližnji Zadar. Porušene cerkve ter kraljeva in škofova palača se niso nikoli obnovile.
Gospodarski razvoj Nina se je ponovno začel po drugi svetovni vojni. Po letu 1969  se je razvil v priljubljeno turistično središče, ki v svojo ponudbo vključuje tudi svojo zgodovinsko dediščino. V zadnjih letih se je obnovilo več spomenikov. Najbolj obiskana sta predvsem dva simbola starega mesta: cerkev Svetega križa iz 9. stoletja, ki jo imenujejo "najmanjša katedrala na svetu", in cerkev sv. Nikolaja v Prahuljah, v kateri so kronali hrvaške kralje.

## Demografija
| Pregled števila prebivalcev po letih | Pregled števila prebivalcev po letih | Pregled števila prebivalcev po letih | Pregled števila prebivalcev po letih | Pregled števila prebivalcev po letih | Pregled števila prebivalcev po letih | Pregled števila prebivalcev po letih | Pregled števila prebivalcev po letih | Pregled števila prebivalcev po letih | Pregled števila prebivalcev po letih | Pregled števila prebivalcev po letih | Pregled števila prebivalcev po letih | Pregled števila prebivalcev po letih | Pregled števila prebivalcev po letih | Pregled števila prebivalcev po letih |
| ------------------------------------ | ------------------------------------ | ------------------------------------ | ------------------------------------ | ------------------------------------ | ------------------------------------ | ------------------------------------ | ------------------------------------ | ------------------------------------ | ------------------------------------ | ------------------------------------ | ------------------------------------ | ------------------------------------ | ------------------------------------ | ------------------------------------ |
| 1857                                 | 1869                                 | 1880                                 | 1890                                 | 1900                                 | 1910                                 | 1921                                 | 1931                                 | 1948                                 | 1953                                 | 1961                                 | 1971                                 | 1981                                 | 1991                                 | 2001                                 |
| 598                                  | 850                                  | 527                                  | 474                                  | 540                                  | 646                                  | 1080                                 | 944                                  | 1173                                 | 1316                                 | 1346                                 | 1378                                 | 1169                                 | 1692                                 | 1256                                 |

## Spomeniki in znamenitosti
- Višeslavova krstilnica
- cerkev sv. Križa
- cerkev sv. Anzelma in Marcela
- cerkev sv. Nikolaja v Prahuljah
- hrvaška kondura, 7–8 m dolg čoln brez kobilice in posadko približno 20 mož
- liburnska serilija, ladja, šivana z lanenimi ali konopljenimi vrvmi